# Limoniaceae
Limoniaceae nom. cons., nekadašnja biljna porodica uključivana u red malpigijolike. Ime je dobila po rodu Limonium, poznatom pod hrvatskim nazivima travulja, mrižica, mrežica ili morska lavanda, a danas se kalsificira porodici Vranjemilovke (Plumbaginaceae). 
Porodicu je 1851. opisao Nicolas Charles Seringe,  a njezino ime je konzervirano.